# Elimaea mentaweii
Elimaea mentaweii är en insektsart som beskrevs av Sigfrid Ingrisch 1998. Elimaea mentaweii ingår i släktet Elimaea och familjen vårtbitare. Inga underarter finns listade i Catalogue of Life.